# Granica brazylijsko-gujańska

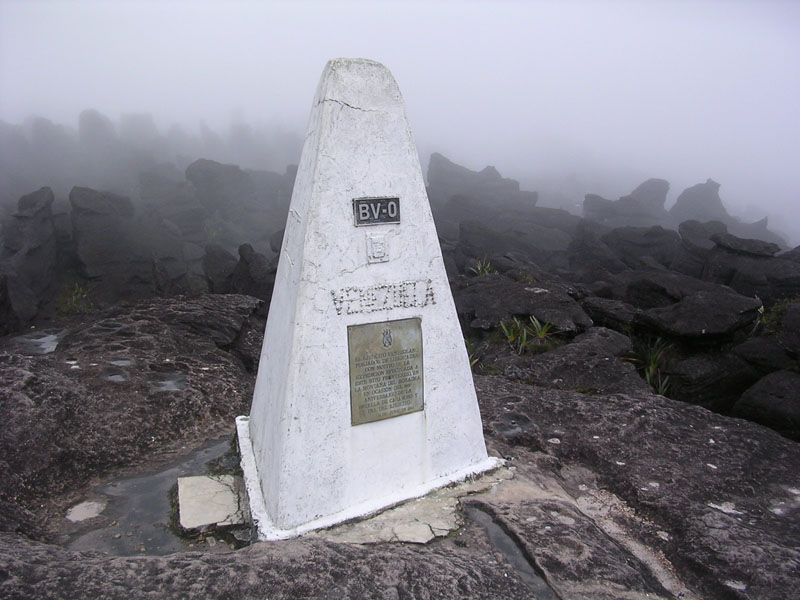
Trójstyk Brazylia-Wenezuela-Gujana niedaleko szczytu Mount Roraima

Granica brazylijsko-gujańska – granica międzypaństwowa, ciągnąca się na długości 1605,8 km od trójstyku z Wenezuelą na zachodzie do trójstyku z Surinamem na wschodzie.
Granica brazylijsko-gujańska na odcinku 698,2 km oparta jest na korytach rzek Takutu i Ireng.